# Mediterranean Universities Union
Mediterranean Universities Union (italienska: Unione delle Università del Mediterraneo, UNIMED) är en samarbetsorganisation bestående av 84 lärosäten baserade runtom i Medelhavsregionens länder eller som har intresse av densamma. Organisationen har sitt säte i Rom, Italien.